# موريتيس (البرازيل)
موريتيس (بالبرتغالية: Morretes) هي مدينة صغيرة تاريخية تقع في ولاية بارانا جنوب البرازيل. يبلغ عدد سكانها حوالي 16,000 نسمة، وتُعد من الوجهات السياحية المشهورة في المنطقة بسبب طابعها التراثي وجمالها الطبيعي.

## المطبخ المحلي
تشتهر موريتيس بمطاعمها التقليدية، وعلى وجه الخصوص طبق بارريادو (Barreado)، وهو طبق برازيلي تقليدي يتكوّن من لحم مطهو ببطء في قدر من الفخار مع توابل خاصة. يُقدَّم عادةً مع الموز والأرز والدقيق، ويُعد من رموز المطبخ المحلي.

## المعالم التاريخية
تضم المدينة العديد من المعالم المعمارية التي تعود إلى الفترة الاستعمارية، بما في ذلك:
- الكنائس التاريخية
- المنازل القديمة المصممة على الطراز البرتغالي
- الجسور الحجرية

وتُحافظ المدينة على طابعها التراثي من خلال قوانين محلية تحمي العمارة التقليدية.

## الجغرافيا والسياحة البيئية
تقع موريتيس وسط طبيعة استوائية خلابة، وتُحيط بها الجبال والغابات المطرية، ما يجعلها وجهة مفضلة لمحبي السياحة البيئية، مثل:
- التنزّه في سيرّا دو مار
- زيارة الأنهار والشلالات
- ركوب القطار السياحي الشهير بين كوريتيبا وموريتيس

## وصلات خارجية
- الموقع الرسمي للسياحة في موريتيس
- مقال عن طبق البارريادو – Gazeta do Povo